# Jake Lock
Jake Lock (ur. 2 września 1997 w Calgary) – brytyjski skoczek narciarski pochodzący z Kanady. Reprezentant Wielkiej Brytanii i jej były rekordzista w długości skoku narciarskiego mężczyzn. Uczestnik mistrzostw świata juniorów (2016). Medalista mistrzostw Stanów Zjednoczonych juniorów.
We wrześniu 2014 podczas treningu na skoczni dużej wchodzącej w skład kompleksu Utah Olympic Park Jumps w Park City skokiem na odległość 127 metrów ustanowił rekord Wielkiej Brytanii w długości skoku narciarskiego mężczyzn, bijąc tym samym, ustanowiony około dwóch tygodni wcześniej przez jego brata-bliźniaka Roberta, poprzedni rekord wynoszący 115 metrów. W 2015 jego wynik został poprawiony przez Roberta Locka, który na tej samej skoczni uzyskał odległość 130 metrów.

## Przebieg kariery

### Początki kariery (do 2014)
Jake Lock rozpoczął uprawianie skoków narciarskich wraz ze swym bratem-bliźniakiem Robertem w wieku 7 lat za namową Matthew Soukupa. Początkowo trenowali w klubie Altius Nordic Ski Club w Calgary. W 2008 przeprowadzili się do Stanów Zjednoczonych, gdzie kontynuują uprawianie tej dyscypliny sportu.

### Sezon 2014/2015
W październiku 2014 otrzymał licencję międzynarodową i został powołany do juniorskiej reprezentacji Wielkiej Brytanii w narciarstwie klasycznym.
W oficjalnych zawodach międzynarodowych organizowanych przez Międzynarodową Federację Narciarską zadebiutował 20 grudnia 2014 w Szczyrbskim Jeziorze. W rozegranym wówczas konkursie cyklu FIS Cupu po skoku na odległość 70,5 metra uplasował się na 62. pozycji w stawce 88 startujących zawodników. Jego udział w tych zawodach był jednocześnie pierwszym startem brytyjskiego skoczka narciarskiego w oficjalnych zawodach międzynarodowych w tej dyscyplinie organizowanych przez Międzynarodową Federację Narciarską od 24 lutego 2002, gdy ostatni raz w takiej rywalizacji wziął udział Glynn Pedersen.
Podczas kolejnego startu w zawodach FIS Cupu, który miał miejsce w lutym 2015, zdobył pierwsze punkty do klasyfikacji generalnej tego cyklu. W konkursach rozegranych w Brattleboro dwukrotnie uplasował się na 29. pozycji, zdobywając w sumie 4 punkty. Wystąpił także w kolejnych zawodach tego cyklu, rozegranych 17 lutego w Lake Placid, gdzie zajął 28. miejsce. W sumie w sezonie 2014/2015 zdobył 7 punktów, zajmując w klasyfikacji generalnej FIS Cupu 195. miejsce.
W marcu 2015 wziął udział w mistrzostwach Stanów Zjednoczonych juniorów, gdzie w konkursie drużynowym, wraz z pierwszym zespołem IMD (The Intermountain Division), zdobył brązowy medal.

### Sezon 2015/2016
Latem 2015 nie wystąpił w żadnych zawodach międzynarodowych organizowanych przez Międzynarodową Federację Narciarską. Do tego typu rywalizacji powrócił w grudniu 2015, gdy w Notodden wziął udział w konkursach FIS Cupu, w których uplasował się na 53. i 55. miejscu.
Na arenie międzynarodowej po raz kolejny wystąpił w lutym 2016, gdy wziął udział w 4 konkursach FIS Cupu rozegranych w Ameryce Północnej. W Whistler osiągnął najlepsze wyniki w swojej karierze w zawodach tego cyklu, dwukrotnie plasując się w czołowej dziesiątce – zajmując 8. i 9. pozycję. Z kolei w Eau Claire w pierwszym konkursie był 29. (zrezygnował jednak z oddania skoku w drugiej serii), a w drugim 31.
W lutym 2016 zadebiutował także w mistrzostwach świata juniorów, zajmując w Râșnovie 56. miejsce w konkursie indywidualnym po skoku na odległość 74 metrów. Tym samym Jake i Robert (który również wziął udział w tej rywalizacji) Lockowie stali się pierwszymi w historii brytyjskimi skoczkami, którzy wystartowali w imprezie tej rangi.
Starty międzynarodowe zakończył w marcu w Planicy, gdzie w konkursach FIS Cupu zajął 53. i 56. miejsce. W sumie w 8 startach w konkursach tej rangi zdobył 63 punkty, które pozwoliły mu uplasować się na 83. pozycji w klasyfikacji generalnej sezonu 2015/2016 tego cyklu.

## Mistrzostwa świata juniorów

### Indywidualnie
| 2016 Râșnov    | – | 56. miejsce |
| 2017 Park City | – | 48. miejsce |

### Starty J. Locka na mistrzostwach świata juniorów – szczegółowo
| Miejsce | Dzień     | Rok  | Miejscowość | Skocznia                    | Punkt K | HS     | Konkurs  | Skok 1 | Skok 2 | Nota     | Strata    | Zwycięzca      |
| ------- | --------- | ---- | ----------- | --------------------------- | ------- | ------ | -------- | ------ | ------ | -------- | --------- | -------------- |
| 56.     | 23 lutego | 2016 | Râșnov      | Trambulina Valea Cărbunării | K-90    | HS-100 | indywid. | 74,0 m | –      | 70,5 pkt | 178,5 pkt | David Siegel   |
| 48.     | 1 lutego  | 2017 | Park City   | Utah Olympic Park           | K-90    | HS-100 | indywid. | 79,0 m | –      | 96,1 pkt | 167,1 pkt | Viktor Polášek |

## Puchar Kontynentalny

### Miejsca w poszczególnych konkursachPucharu Kontynentalnego
| Źródło                                                                        | Źródło          | Źródło          | Źródło     | Źródło     | Źródło          | Źródło          | Źródło                 | Źródło                 | Źródło                       | Źródło                       | Źródło        | Źródło        | Źródło        | Źródło              | Źródło              | Źródło        | Źródło        | Źródło           | Źródło           | Źródło        | Źródło        | Źródło              | Źródło              | Źródło     | Źródło     | Źródło         | Źródło         | Źródło            | Źródło            | Źródło | Źródło | Źródło | Źródło | Źródło | Źródło | Źródło | Źródło | Źródło | Źródło | Źródło | Źródło | Źródło | Źródło | Źródło | Źródło | Źródło | Źródło | Źródło | Źródło | Źródło | Źródło | Źródło | Źródło | Źródło | Źródło | Źródło | Źródło | Źródło | Źródło |
| ----------------------------------------------------------------------------- | --------------- | --------------- | ---------- | ---------- | --------------- | --------------- | ---------------------- | ---------------------- | ---------------------------- | ---------------------------- | ------------- | ------------- | ------------- | ------------------- | ------------------- | ------------- | ------------- | ---------------- | ---------------- | ------------- | ------------- | ------------------- | ------------------- | ---------- | ---------- | -------------- | -------------- | ----------------- | ----------------- | ------ | ------ | ------ | ------ | ------ | ------ | ------ | ------ | ------ | ------ | ------ | ------ | ------ | ------ | ------ | ------ | ------ | ------ | ------ | ------ | ------ | ------ | ------ | ------ | ------ | ------ | ------ | ------ | ------ | ------ |
| Sezon 2016/2017                                                               |                 |                 |            |            |                 |                 |                        |                        |                              |                              |               |               |               |                     |                     |               |               |                  |                  |               |               |                     |                     |            |            |                |                |                   |                   |        |        |        |        |        |        |        |        |        |        |        |        |        |        |        |        |        |        |        |        |        |        |        |        |        |        |        |        |        |        |
| Vikersund HS117                                                               | Vikersund HS117 | Vikersund HS117 | Ruka HS142 | Ruka HS142 | Engelberg HS140 | Engelberg HS140 | Titisee-Neustadt HS142 | Titisee-Neustadt HS142 | Garmisch-Partenkirchen HS140 | Garmisch-Partenkirchen HS140 | Sapporo HS100 | Sapporo HS137 | Sapporo HS137 | Bischofshofen HS140 | Bischofshofen HS140 | Erzurum HS140 | Erzurum HS109 | Brotterode HS117 | Brotterode HS117 | Planica HS139 | Planica HS139 | Iron Mountain HS133 | Iron Mountain HS133 | Rena HS139 | Rena HS139 | Zakopane HS134 | Zakopane HS134 | Czajkowskij HS106 | Czajkowskij HS106 | punkty |        |        |        |        |        |        |        |        |        |        |        |        |        |        |        |        |        |        |        |        |        |        |        |        |        |        |        |        |        |
| -                                                                             | -               | -               | -          | -          | -               | -               | -                      | -                      | -                            | -                            | -             | -             | -             | -                   | -                   | -             | -             | -                | -                | -             | -             | 41                  | 41                  | -          | -          | -              | -              | 40                | 41                | 0      |        |        |        |        |        |        |        |        |        |        |        |        |        |        |        |        |        |        |        |        |        |        |        |        |        |        |        |        |        |
| Legenda                                                                       |                 |                 |            |            |                 |                 |                        |                        |                              |                              |               |               |               |                     |                     |               |               |                  |                  |               |               |                     |                     |            |            |                |                |                   |                   |        |        |        |        |        |        |        |        |        |        |        |        |        |        |        |        |        |        |        |        |        |        |        |        |        |        |        |        |        |        |
| 1 2 3 4-10 11-30 poniżej 30 dq – dyskwalifikacja - – zawodnik nie wystartował |                 |                 |            |            |                 |                 |                        |                        |                              |                              |               |               |               |                     |                     |               |               |                  |                  |               |               |                     |                     |            |            |                |                |                   |                   |        |        |        |        |        |        |        |        |        |        |        |        |        |        |        |        |        |        |        |        |        |        |        |        |        |        |        |        |        |        |

## FIS Cup

### Miejsca w klasyfikacji generalnej
| Sezon     | Miejsce |
| --------- | ------- |
| 2014/2015 | 195.    |
| 2015/2016 | 83.     |

### Miejsca w poszczególnych konkursachFIS Cupu
| Sezon 2014/2015                                                               |         |              |              |         |         |            |            |              |              |          |          |          |          |            |            |                     |            |            |            |         |             |             |             |              |              |        |        |        |        |        |        |        |        |        |        |        |        |        |        |        |        |        |
| Villach                                                                       | Villach | Hinterzarten | Hinterzarten | Kuopio  | Kuopio  | Einsiedeln | Einsiedeln | Planica      | Planica      | Szczyrk  | Szczyrk  | Râșnov   | Râșnov   | Notodden   | Notodden   | Szczyrbskie Jezioro | Zakopane   | Zakopane   | Kranj      | Kranj   | Brattleboro | Brattleboro | Lake Placid | Hinterzarten | Hinterzarten | punkty |        |        |        |        |        |        |        |        |        |        |        |        |        |        |        |        |
| -                                                                             | -       | -            | -            | -       | -       | -          | -          | -            | -            | -        | -        | -        | -        | -          | -          | 62                  | -          | -          | -          | -       | 29          | 29          | 28          | -            | -            | 7      |        |        |        |        |        |        |        |        |        |        |        |        |        |        |        |        |
| Sezon 2015/2016                                                               |         |              |              |         |         |            |            |              |              |          |          |          |          |            |            |                     |            |            |            |         |             |             |             |              |              |        |        |        |        |        |        |        |        |        |        |        |        |        |        |        |        |        |
| Villach                                                                       | Villach | Kuopio       | Kuopio       | Szczyrk | Szczyrk | Einsiedeln | Einsiedeln | Râșnov       | Râșnov       | Notodden | Notodden | Zakopane | Zakopane | Pjongczang | Pjongczang | Whistler            | Whistler   | Eau Claire | Eau Claire | Planica | Planica     | Harrachov   | Harrachov   | punkty       | punkty       | punkty | punkty | punkty | punkty | punkty | punkty | punkty | punkty | punkty | punkty | punkty | punkty | punkty | punkty | punkty | punkty | punkty |
| -                                                                             | -       | -            | -            | -       | -       | -          | -          | -            | -            | 53       | 55       | -        | -        | -          | -          | 8                   | 9          | 29         | 31         | 53      | 56          | -           | -           | 63           | 63           | 63     | 63     | 63     | 63     | 63     | 63     | 63     | 63     | 63     | 63     | 63     | 63     | 63     | 63     | 63     | 63     | 63     |
| Sezon 2016/2017                                                               |         |              |              |         |         |            |            |              |              |          |          |          |          |            |            |                     |            |            |            |         |             |             |             |              |              |        |        |        |        |        |        |        |        |        |        |        |        |        |        |        |        |        |
| Villach                                                                       | Villach | Szczyrk      | Szczyrk      | Kuopio  | Kuopio  | Einsiedeln | Einsiedeln | Hinterzarten | Hinterzarten | Râșnov   | Râșnov   | Notodden | Notodden | Zakopane   | Zakopane   | Eau Claire          | Eau Claire | Sapporo    | Sapporo    | punkty  | punkty      | punkty      | punkty      | punkty       | punkty       | punkty | punkty | punkty | punkty | punkty | punkty | punkty | punkty | punkty | punkty | punkty | punkty | punkty |        |        |        |        |
| -                                                                             | -       | -            | -            | -       | -       | 78         | 76         | 89           | -            | -        | -        | -        | -        | -          | -          | 40                  | 41         | -          | -          | 0       | 0           | 0           | 0           | 0            | 0            | 0      | 0      | 0      | 0      | 0      | 0      | 0      | 0      | 0      | 0      | 0      | 0      | 0      |        |        |        |        |
| Legenda                                                                       |         |              |              |         |         |            |            |              |              |          |          |          |          |            |            |                     |            |            |            |         |             |             |             |              |              |        |        |        |        |        |        |        |        |        |        |        |        |        |        |        |        |        |
| 1 2 3 4-10 11-30 poniżej 30 dq – dyskwalifikacja - − zawodnik nie wystartował |         |              |              |         |         |            |            |              |              |          |          |          |          |            |            |                     |            |            |            |         |             |             |             |              |              |        |        |        |        |        |        |        |        |        |        |        |        |        |        |        |        |        |